# Спрінг-Лейк-Парк (Міннесота)
Спрінг-Лейк-Парк (англ. Spring Lake Park) — місто (англ. city) в США, в округах Анока і Ремсі штату Міннесота. Населення — 7188 осіб (2020).

## Географія
Спрінг-Лейк-Парк розташований за координатами 45°6′57″ пн. ш. 93°14′43″ зх. д. / 45.11583° пн. ш. 93.24528° зх. д. (45.115930, -93.245164). За даними Бюро перепису населення США в 2010 році місто мало площу 5,36 км², з яких 5,13 км² — суходіл та 0,24 км² — водойми.

## Демографія
Згідно з переписом 2010 року, у місті мешкало 6412 осіб у 2672 домогосподарствах у складі 1694 родин. Густота населення становила 1195 осіб/км². Було 2795 помешкань (521/км²).
Расовий склад населення:
| - 83,7 % — білих - 5,1 % — азіатів - 3,8 % — чорних або афроамериканців - 0,9 % — корінних американців - 2,9 % — осіб інших рас |

До двох чи більше рас належало 3,6 %. Частка іспаномовних становила 5,9 % від усіх жителів.
За віковим діапазоном населення розподілялося таким чином: 19,9 % — особи молодші 18 років, 63,6 % — особи у віці 18—64 років, 16,5 % — особи у віці 65 років та старші. Медіана віку мешканця становила 41,2 року. На 100 осіб жіночої статі у місті припадало 95,5 чоловіків; на 100 жінок у віці від 18 років та старших — 92,7 чоловіків також старших 18 років.
Середній дохід на одне домашнє господарство становив 65 268 доларів США (медіана — 51 719), а середній дохід на одну сім'ю — 80 532 долари (медіана — 69 755). Медіана доходів становила 47 262 долари для чоловіків та 46 094 долари для жінок. За межею бідності перебувало 11,7 % осіб, у тому числі 22,4 % дітей у віці до 18 років та 4,7 % осіб у віці 65 років та старших.
Цивільне працевлаштоване населення становило 3031 осіб. Основні галузі зайнятості: освіта, охорона здоров'я та соціальна допомога — 23,7 %, виробництво — 17,1 %, фінанси, страхування та нерухомість — 10,1 %, науковці, спеціалісти, менеджери — 9,3 %.